# Aeropuerto Internacional Mundo Maya
El Aeropuerto Internacional Mundo Maya  (IATA: FRS, OACI: MGMM), es el segundo aeropuerto más grande y congestionado de Guatemala, después del Aeropuerto Internacional La Aurora. Se encuentra a 488 km de la Ciudad de Guatemala, en la ciudad de Santa Elena de la Cruz, departamento de Petén y sirve al área central de todo el departamento. El aeropuerto cuenta con la pista de aterrizaje más grande de Guatemala con una longitud de 3,000 metros a una altitud de 427 m s. n. m. Este aeropuerto opera regularmente vuelos comerciales entre Guatemala, Belice, México y vuelos Chárter o estacionales desde Estados Unidos. Es administrado por la Dirección General de Aeronáutica Civil de Guatemala.

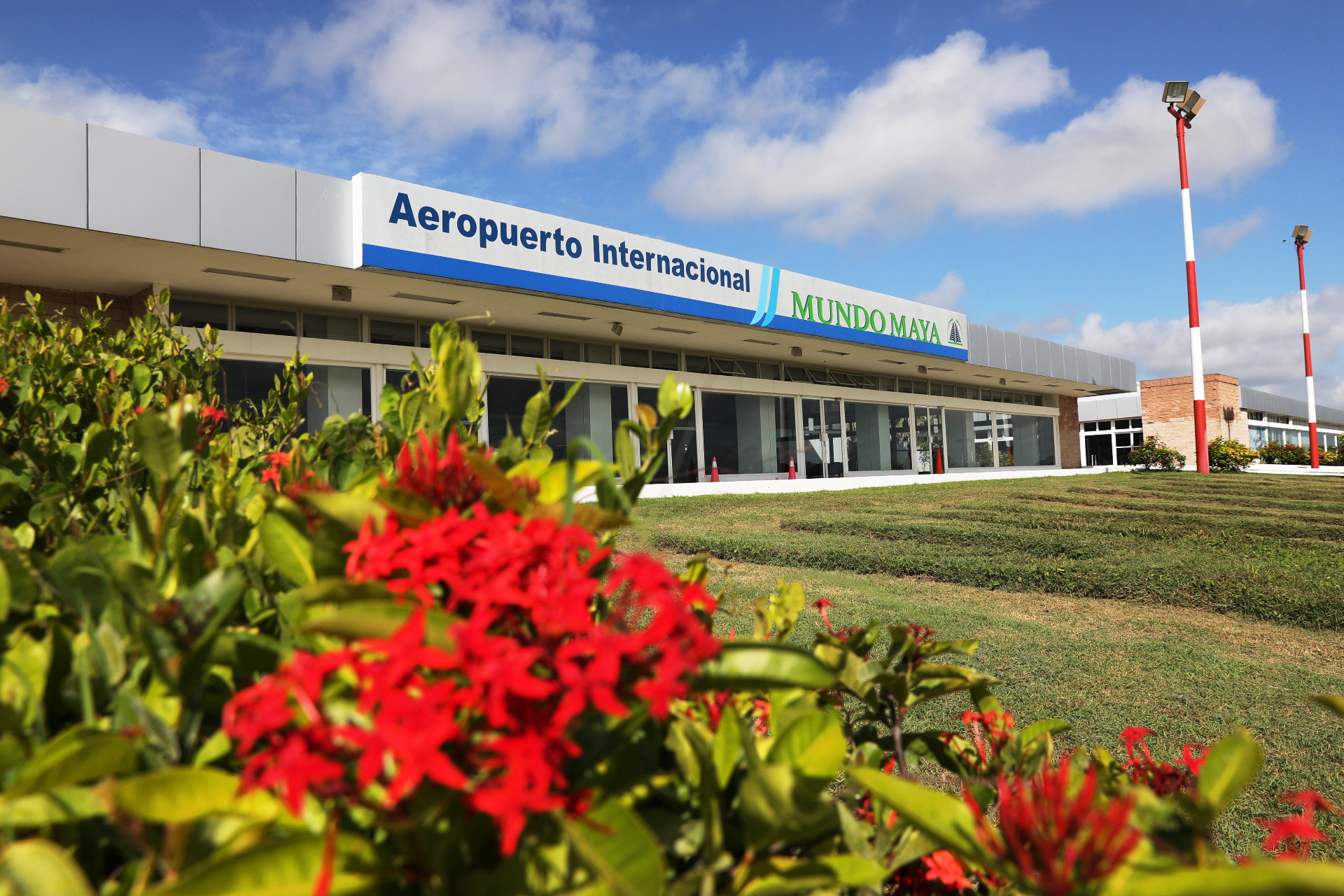
Terminal del aeropuerto.

## Historia
La historia de la aviación en Petén es extensa debido a que al encontrarse más lejos que cualquier otra área de influencia en el país, resultaba más económico utilizar vías de comunicación aérea que vía terrestre. El aeródromo original se ubicó en el lugar donde hoy se encuentra el Centro Cultural, a un kilómetro de su ubicación actual, la primera aeronave en aterrizar fue el avión nacional “Centro América” piloteado por el piloto coronel Jacinto Rodríguez Díaz el 20 de julio de 1929. Después de los primeros viajes se estableció la compañía Pan American que funcionó por un corto período de tiempo. En 1936 se estableció una compañía “AEROVIAS” con aviones trimotores, realizando vuelos a Uaxactún, Carmelita, Paso Caballos y Dos Lagunas en el interior de departamento; y también a la Ciudad Capital. En los años 1940 y 1965 se estableció la Compañía Aviateca, la cual volaba a todos los aeródromos departamentales para transportar los productos de la silvicultura, principalmente chicle. En el año 1982 se comenzaron a construir las actuales instalaciones del Aeropuerto a un kilómetro de la anterior ubicación, y dos años después comenzó las operaciones como Aeropuerto Internacional, originalmente conocido como Aeropuerto Internacional Anacleto Mazá Castellanos,.

### Actualidad
En la actualidad el Aeropuerto Internacional Mundo Maya es el segundo más grande de Guatemala, tanto por tráfico aéreo como por número de pasajeros, recibiendo en 2009 más de 81,000 personas procedentes únicamente del Aeropuerto Internacional la Aurora. En lo referente a la pista de aterrizaje es por 15 metros la más larga del país, no así la más ancha pues es 15 metros más angosta que la de la Aurora, además tiene una posibilidad de expansión de hasta 1.2 kilómetros más.
Respecto a la plataforma de estacionamiento, tiene la capacidad de albergar hasta 18 aeronaves y 5 aviones comerciales de gran envergadura simultáneamente. Cabe mencionar que en el Aeropuerto se encuentra uno de los tres puntos de La Red Geográfica Nacional de Primerísimo Orden la cual sirve para el desarrollo del Catastro estratégico en Guatemala.

#### Elementos
A continuación se describen las características aeronáuticas disponibles en el Aeropuerto Internacional Mundo Maya:
- Muro Perimetral
- Pista de 9841 pies
- Terminal Oeste (Pasajeros)
- Terminal Este (Militar)
- Oficina de la -DGAC-
- Torre de Control
- Plataforma de Estacionamiento
- Hangares para aeronaves civiles pequeñas
- Base de la Fuerza Aérea
- Estación de Bomberos
- Parqueo para 250 vehículos

#### Terminal Oeste
La terminal Oeste es la terminal de pasajeros del Aeropuerto, cuenta con 4500 m² y con capacidad para atender hasta 500 pasajeros en horas pico, cuenta con los siguientes servicios:
- Aduana
- Área de Equipaje
- Banco
- Centro de Información Turística
- Cafetería
- Duty Free
- Sala de Espera
- Servicio de Internet y Correo Aéreo
- 4 circuitos de baño
- Tiendas

#### Sistemas de navegación

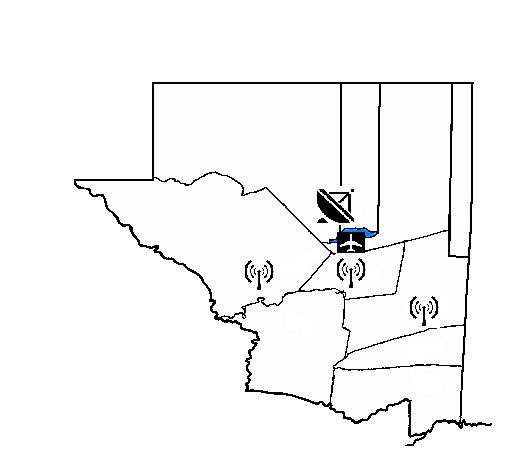
Mapa del sistema de radar del aeropuerto en el Departamento de Petén.

Los sistemas de navegación del Aeropuerto, así como los controladores del radar y control de tráfico aéreo son dirigidos desde la torre de control, sin embargo el radar que trabaja con el sistema de Radiofaro omnidireccional VHF de tipo multiestático se encuentra distribuido en diversos puntos del Departamento
- La Estación de Control y la Antena de Cabecera se encuentran en un Cerro de San Andrés, al punto base se le complementa con apoyo de triangulación que proviene de 3 antenas Satélites[3]

- Una antena Satélite de enlace en Puricilá, Flores

- Una antena Satélite de enlace en Sabaneta, Santa Ana

- Una antena Satélite de enlace en Nueva Libertad, Sayaxché

Todo este sistema se traduce en 250 millas náuticas de enlace de microondas que dan cobertura a la zona del Aeropuerto y a gran parte del Departamento.
La frecuencia del control de aproximación es 121.4, la de torre es 118.3 y la de entrega de autorizaciones es 120.7

### Iluminación
Además la pista de aterrizaje cuenta con los sistemas  de iluminación para el aterrizaje y despegue de aeronaves requeridos por la aviación internacional -VASIS, ALS y Luces de Pista-
- El sistema de luces de aproximación de pista es de tipo CAT I e inicia a 300 metros del inicio de la zona de contacto.

- Las luces de pista también se rigen al normamiento internacional, funcionando las luces de borde de pista de color blanco, las luces de umbral de pista de color verde unidireccional, las luces de extremo de pista de color rojo y las luces de eje de pista alternadas rojo y blanco, rojas en el último tramo y azules en la plataforma, actualmente todos estos sistemas se encuentran en óptimas condiciones.

#### Seguridad
Respecto a los sistemas de seguridad del Aeropuerto, el área exterior, la pista de aterrizaje y la terminal están protegidos por un muro perimetral de 4,7 kilómetros en el que se encuentran 14 garitas de garitas de control con personal del Ejército. Además existe un constante patrullaje de la División de Protección de Puertos y Aeropuertos de la Policía Nacional Civil.
En lo que respecta a la prevención de incendios y accidentes el Aeropuerto cuenta con un departamento de Bomberos el cual tiene su sede en el lado centro-sur del interior mismo y están identificados con el color verde. Sin embargo, debido a que el Aeropuerto se encuentra en una zona con baja altitud, clima cálido y buena visibilidad, no ha habido incidentes mayores en la historia Aeroportuaria, por lo que las mayores participaciones del Departamento de Bomberos Aeroportuarios han sido en apoyo a la 57.ª compañía de bomberos que opera en la ciudad.

## Comando Aéreo del Norte
El Aeropuerto Internacional Mundo Maya además funciona como una base para la Fuerza Aérea de Guatemala, el cual se encuentra acuartelado en el área de la terminal Este del Aeropuerto.

### Historia
Con fecha 1 de agosto de 1981, mientras el terror contra la población indígena estaba en pleno apogeo, el Gobierno de la República de Guatemala, basándose en recomendaciones del alto mando del Ejército y considerando que debido a la gran extensión del Departamento del Petén y por razones de estrategia militar, para el resguardo de la soberanía y de la integridad del territorio nacional, era imperativo establecer en dicho Departamento una Base Aérea, como dependencia de la Fuerza Aérea Guatemalteca; acuerda crear con sede en la ciudad de Santa Elena de la Cruz del Municipio de Flores la Base Aérea del Norte, con jurisdicción en el área Norte del País y adscrita a la Comandancia de la Fuerza Aérea Guatemalteca.
Asimismo según Acuerdo Gubernativo sin número, de fecha 4 de agosto de 1981, publicado en la Orden General del Ejército para Oficiales, número 22-81 de fecha 31 de julio de 1981, A la base aérea del Norte se le da el nombre en honor al extinto “Teniente Coronel de Aviación Piloto Aviador Danilo Eugenio Henry Sánchez”, quien murió en un aniversario de la revolución del 20 de octubre de 1944, cuando efectuaba acrobacia en un Avión tipo A-37B, así como por sus altos méritos como Oficial del Ejército. El 19 de mayo de 2003 la Base Aérea del Norte en acuerdo gubernativo fechado el 19 de mayo de 2003 en el artículo 4, en orden General para oficiales Número 06-2003, cambia su nombre quedando Comando Aéreo del Norte “Teniente Coronel Danilo Eugenio Henry Sánchez”
Logros Obtenidos
Los principales logros obtenidos al fundar del Comando Aéreo son:
- Contrarrestar la narcoactividad por medio de la incautación de Aeronaves de tráfico de drogas y destrucción de aeródromos clandestinos.

- Apoyo a la 1.ª Brigada de Infantería “General Luis García León” y Comando de Fuerzas Especiales KAIBIL en mantener la soberanía de Guatemala y Espacio Aéreo del Departamento

- La conservación de la Reserva de la Biosfera Maya en coordinación con Instituciones Gubernamentales y no Gubernamentales.

## Proceso de remodelación

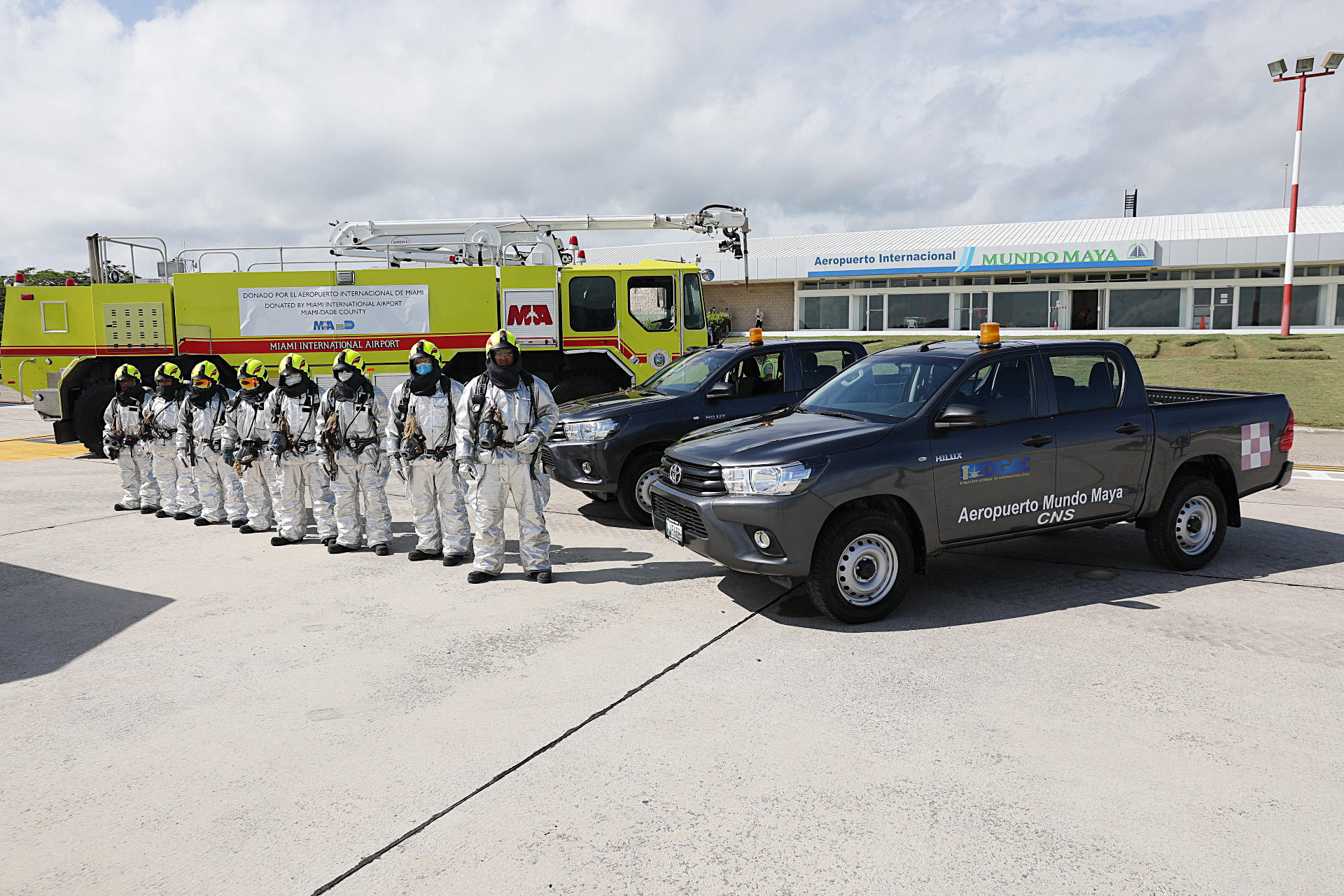
Departamento de bomberos del aeropuerto.

En el año 2006 por medio de la DGAC iniciaron una serie de obras de remodelación con el fin de ampliar la cobertura de los servicios al aeropuerto, especialmente en la terminal, pues el flujo de pasajeros que ronda en 150,000 personas anuales ya no se daba abasto en los 2600 m² originales.
El monto de la inversión fue de 18 millones de Quetzales (2.25 millones de dólares) y entre las principales obras se incluyeron ampliación de la terminal Oeste a 4,500 m² además del mejoramiento de las condiciones internas como la división de los sectores de salidas y arribos, estructura de techado de 10 m y mayor espacio a los servicios para pasajeros. Además se desarrolló una ampliación de la plataforma, y el incremento de área de parqueo a 250 vehículos.

## Aerolíneas y destinos

### Pasajeros
| Aerolíneas        | Destinos                            |
| ----------------- | ----------------------------------- |
| Avianca Guatemala | Ciudad de Guatemala                 |
| TAG Airlines      | Cancún, Ciudad de Guatemala, Mérida |

### Destinos nacionales
Se brinda servicio a 1 ciudad dentro del país a cargo de 2 aerolíneas.
| Ciudad de Guatemala (GUA) | • | • |   | 2 |
| Total                     | 1 | 1 | 0 | 1 |

### Destinos internacionales
Se ofrece servicio a 2 destinos internacionales, a cargo de 1 aerolínea.
| Norteamérica                           | Norteamérica                       | Norteamérica | Norteamérica |
| -------------------------------------- | ---------------------------------- | ------------ | ------------ |
| México                                 |                                    |              |              |
| Cancún                                 | Aeropuerto Internacional de Cancún | TAG Airlines |              |
| Mérida                                 | Aeropuerto Internacional de Mérida | TAG Airlines |              |
| Total: 2 destinos, 1 país, 1 aerolínea |                                    |              |              |

### Planes de rutas futuras
TAG Airlines tiene en planes de inicio operar desde el Aeropuerto Internacional Mundo Maya hacia el Aeropuerto Internacional de Palenque.
La empresa mexicana Volaris había solicitado a la Dirección General de Aeronáutica Civil de Guatemala operar la ruta desde Ciudad de Guatemala hacia el Aeropuerto Internacional Mundo Maya de Flores, Petén y continuar hacia Cancún, la cual fue rechazada porque solo se permiten los vuelos locales y de cabotaje a las aerolíneas nacionales. 
Se tiene proyectado que Volaris inicie operaciones con tres rutas internacionales hacia el Aeropuerto Internacional Mundo Maya, siendo estas: Ciudad de México, San Salvador y San José, Costa Rica.

## Estadísticas de Tráfico
Ver fuente y consulta Wikidata.
| Año  | Nacionales | Nacionales | Internacionales | Internacionales | Privados | Privados  | Totales        | Totales           | Totales               |
| ---- | ---------- | ---------- | --------------- | --------------- | -------- | --------- | -------------- | ----------------- | --------------------- |
|      | Vuelos     | Pasajeros  | Vuelos          | Pasajeros       | Vuelos   | Pasajeros | Vuelos Totales | Pasajeros Totales | Variación Pasajeros % |
| 2004 | 5,187      | 156,599    | 2,952           | 24,679          | 1,857    | 1,947     | 9,996          | 183,225           | Sin cambios           |
| 2005 | 5,029      | 174,242    | 2,922           | 24,803          | 1,736    | 3,560     | 9,687          | 202,605           | 10.57%                |
| 2006 | 4,395      | 154,872    | 2,906           | 25,183          | 1,575    | 3,331     | 8876           | 183,386           | 9.48%                 |
| 2007 | 4,191      | 134,085    | 2,409           | 18,836          | 1,588    | 4,051     | 8,188          | 156,972           | 14.40%                |
| 2008 | 3,936      | 130,876    | 1,005           | 13,507          | 1,127    | 3,322     | 6,068          | 147,705           | 5.90%                 |

| Año  | Nacionales | Nacionales | Internacionales | Internacionales | Privados | Privados  | Militares | Totales        | Totales           | Totales               |
| ---- | ---------- | ---------- | --------------- | --------------- | -------- | --------- | --------- | -------------- | ----------------- | --------------------- |
|      | Vuelos     | Pasajeros  | Vuelos          | Pasajeros       | Vuelos   | Pasajeros | Vuelos    | Vuelos Totales | Pasajeros Totales | Variación Pasajeros % |
| 2014 | 4,684      | 101,625    | 975             | 4,592           | 1,427    | 3,273     | 499       | 7,585          | 109,496           | Sin cambios           |
| 2015 | 4,182      | 103,305    | 947             | 4,377           | 1,572    | 3,393     | 125       | 6,826          | 111,075           | 1.44%                 |
| 2016 | 4,229      | 105,991    | 1,006           | 4,537           | 1,309    | 2,916     | 371       | 6,915          | 113,444           | 2.13%                 |
| 2017 | 4,408      | 129,706    | 975             | 4,857           | 1,207    | 2,785     | 452       | 7,042          | 137,348           | 21.07%                |
| 2018 | 5,139      | 137,320    | 998             | 5,012           | 1,169    | 2,440     | 545       | 7,851          | 144,772           | 5.40%                 |
| 2019 | 5,349      | 137,491    | 983             | 4,772           | 1,255    | 2,616     | 1,087     | 8,674          | 144,879           | 0.07%                 |
| 2020 | 1,529      | 39,489     | 329             | 1,408           | 1,316    | 2,605     | 1,377     | 4,551          | 43,502            | 69.97%                |
| 2021 | 2,643      | 66,355     | 303             | 1,205           | 2,005    | 4,699     | 1,347     | 6,298          | 72,259            | 66.10%                |
| 2022 | 4,479      | 175,000    | 827             | 6,077           | 2,157    | 5,247     | 1,386     | 8,849          | 186,324           | 157.85%               |
| 2023 | 4,590      | 275,005    | 471             | 3,892           | 2,410    | 5,468     | 1,649     | 9,120          | 284,365           | 52.62%                |

## Servicios aéreos cancelados en Mundo Maya
| Aerolínea            | Imagen | Fechas de servicio | Destinos                | Razón de retiro                                             |
| -------------------- | ------ | ------------------ | ----------------------- | ----------------------------------------------------------- |
| Aerovías-Saeta       |        | 1977-1998          | Ciudad de Guatemala     | La aerolínea dejó de operar en 1998.                        |
| Aeroquetzal          |        | 1987-1992          | Ciudad de Guatemala     | La aerolínea dejó de operar en 1992.                        |
| Continental Airlines |        | 2002-2003          | Houston, Estados Unidos | La ruta no era rentable.                                    |
| Tikal Jets Airlines  |        | 1992-2006          | Ciudad de Guatemala     | La aerolínea dejó de operar en 2006.                        |
| Aeromar              |        | 2021-2022          | Ciudad de Guatemala     | La aerolínea dejó de operar debido a problemas financieros. |

## Accidentes e incidentes
- El accidente del Sud Aviation Caravelle de Aerovías Guatemala se produjo el 18 de enero de 1986 cuando un Sud Aviation Caravelle de la aerolínea ecuatoriana SAETA, reg. HC-BAE, operado por Aerovías se estrelló después de dos aproximaciones fallidas matando a los 87 ocupantes a bordo, el vuelo provenía desde la Ciudad de Guatemala.

- El accidente del Saab 340A de TAG Airlines proveniente del Aeropuerto Internacional de Cancún se produjo el 16 de abril de 2023 cuando un Saab 340 Advanced de TAG Airlines con matrícula TG-TAI se salió de la pista poco después de aterrizar, el incidente no dejó fallecidos.

## Galería

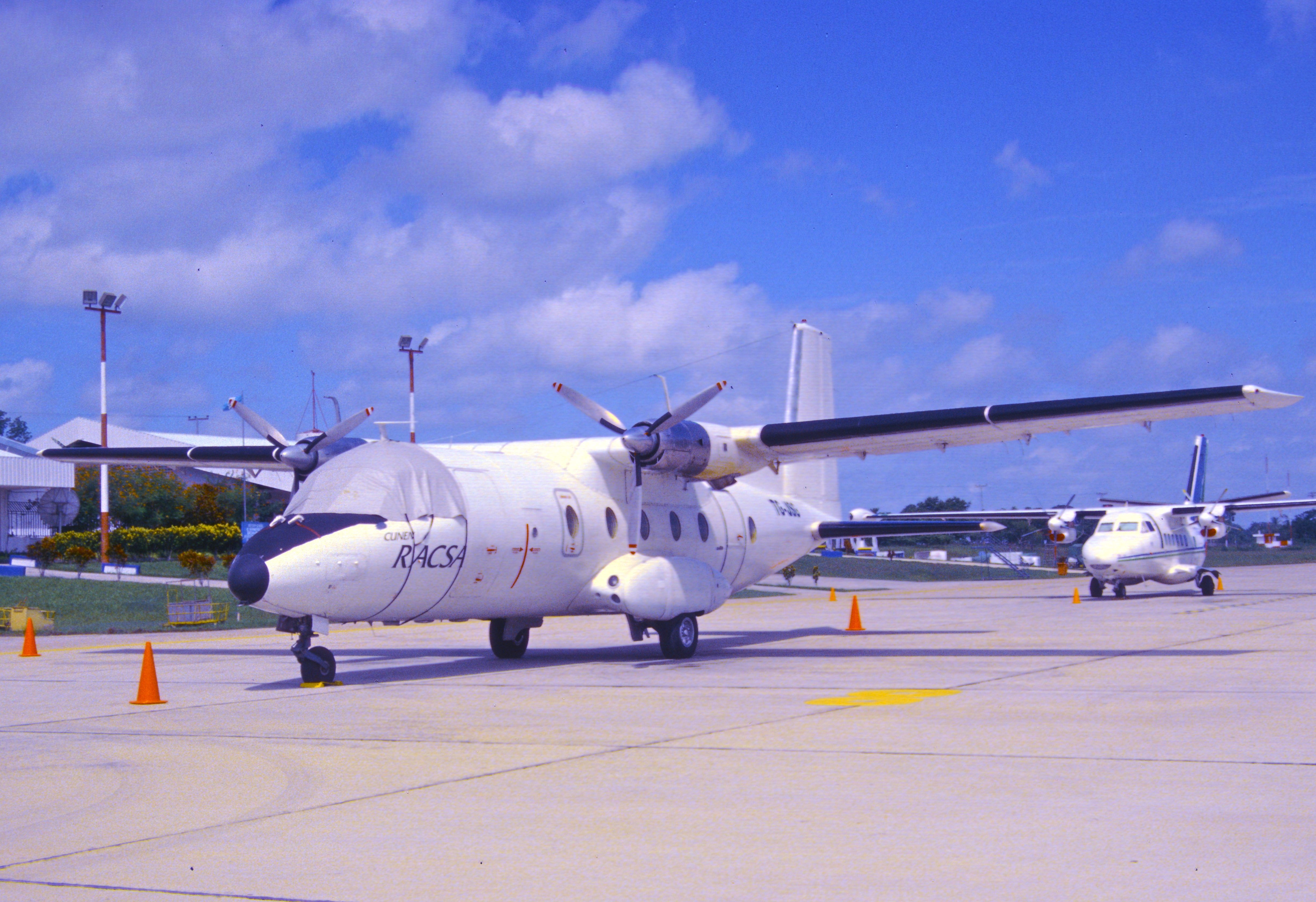
Nord N 262 de RACSA Airlines en el Aeropuerto Internacional Mundo Maya.
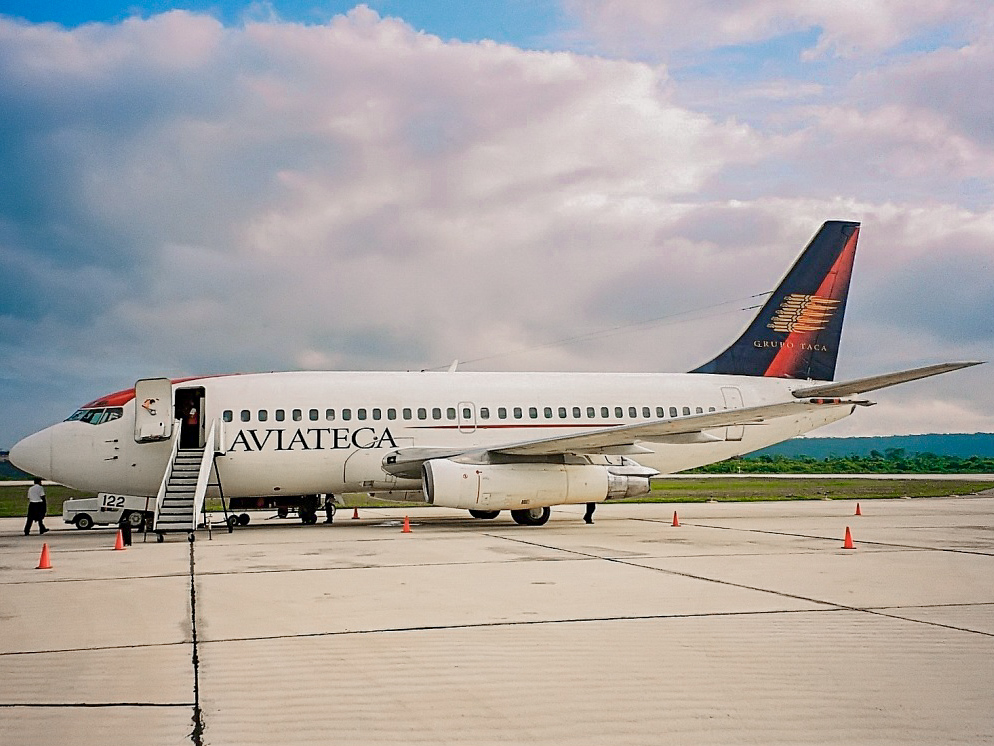
Boeing 737-200 de Aviateca en el Aeropuerto Internacional Mundo Maya.
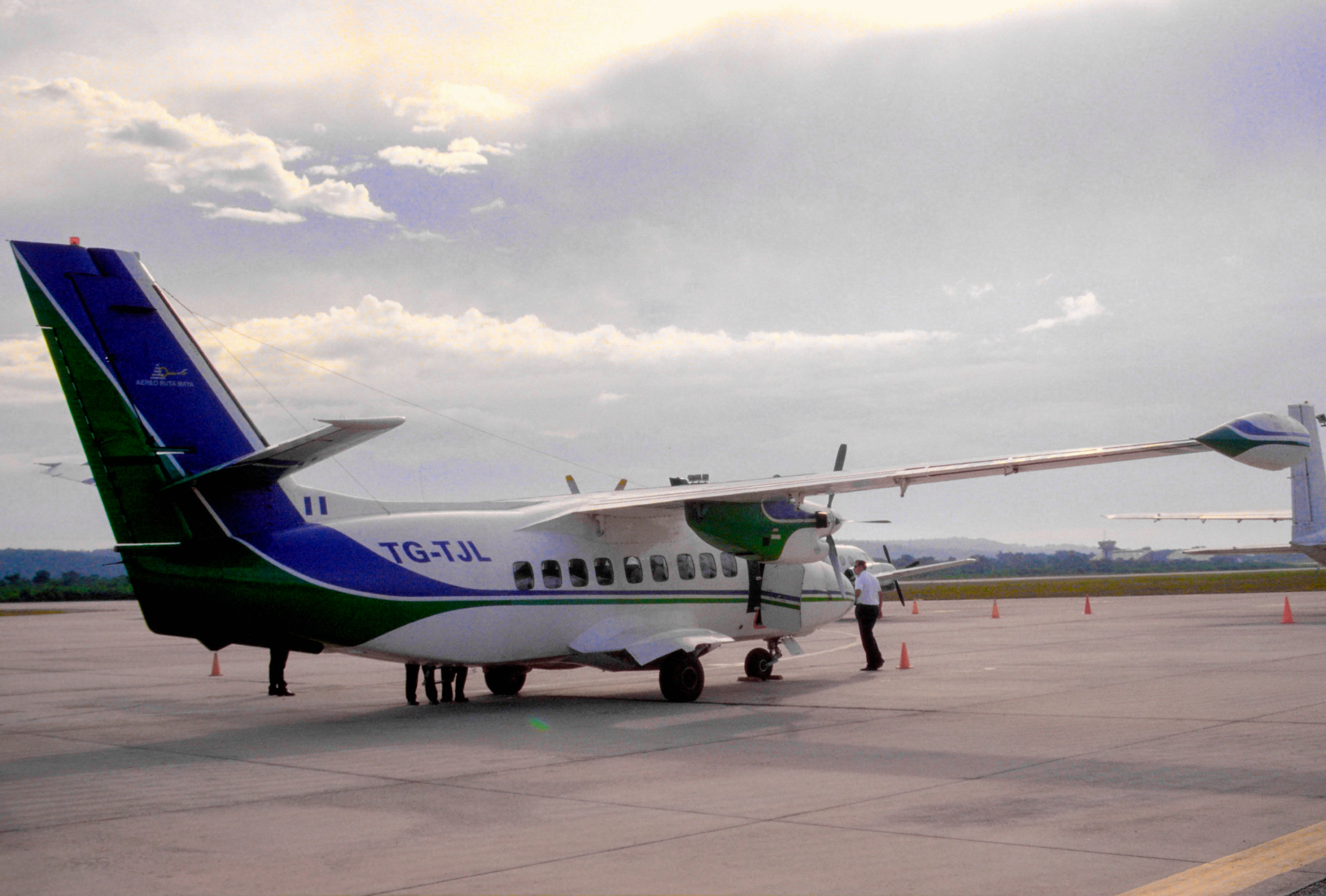
Let L-410 Turbolet de ARM Aviación con matrícula TG-TJL en el Aeropuerto Internacional Mundo Maya.
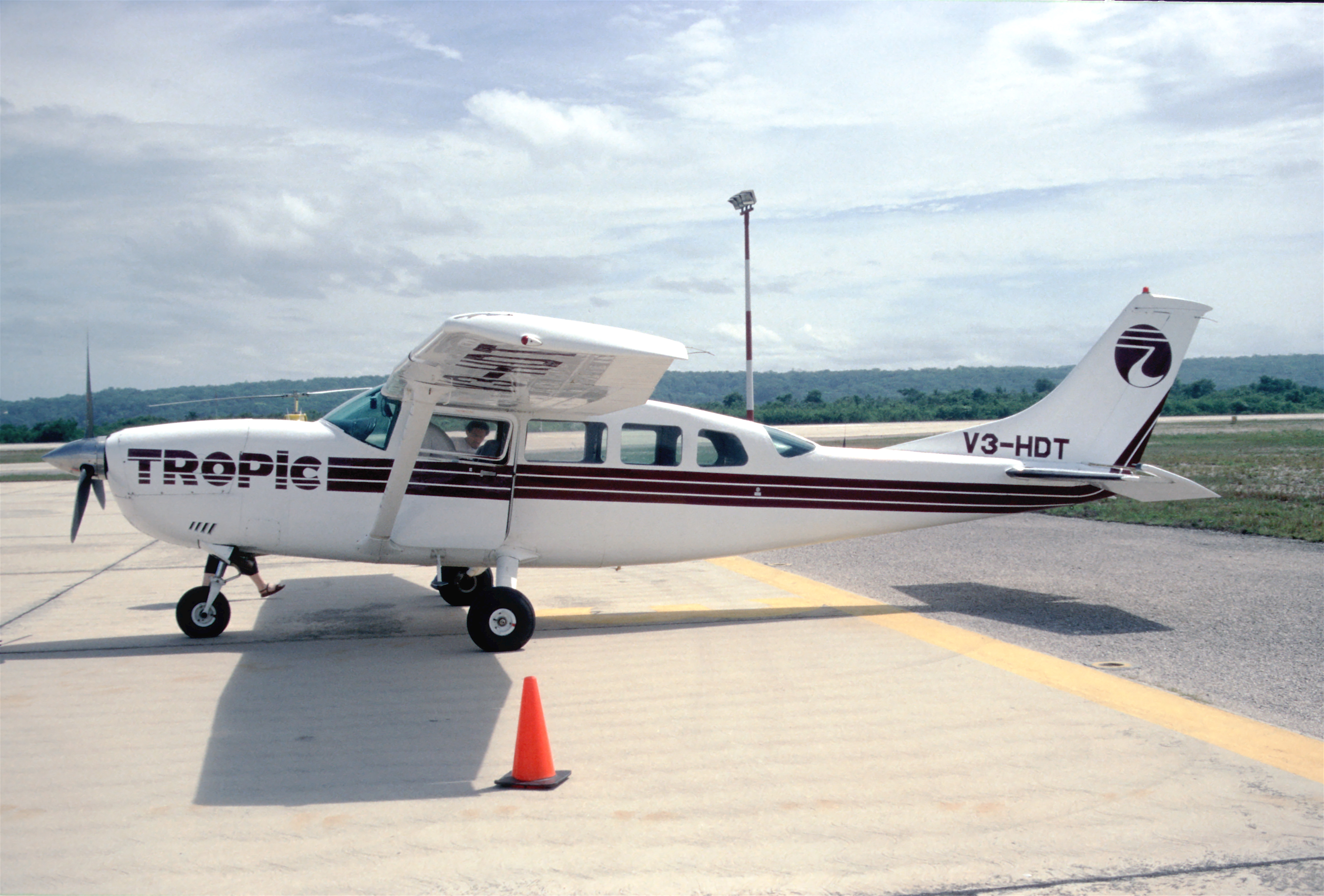
Cessna 207A de Tropic Air con matrícula V3-HDT en el Aeropuerto Internacional Mundo Maya.
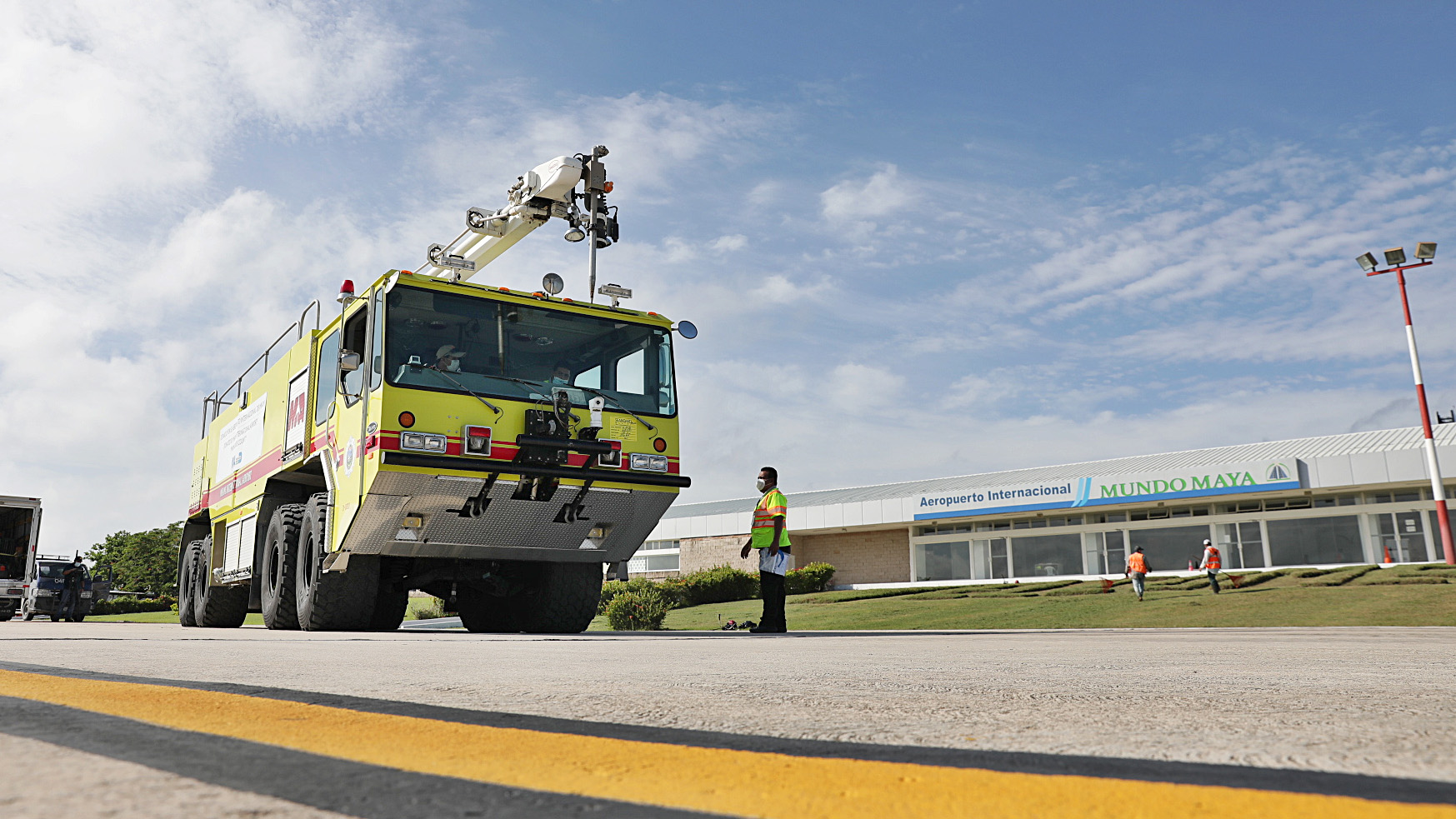
Vista hacia la terminal aérea desde la rampa de pasajeros.
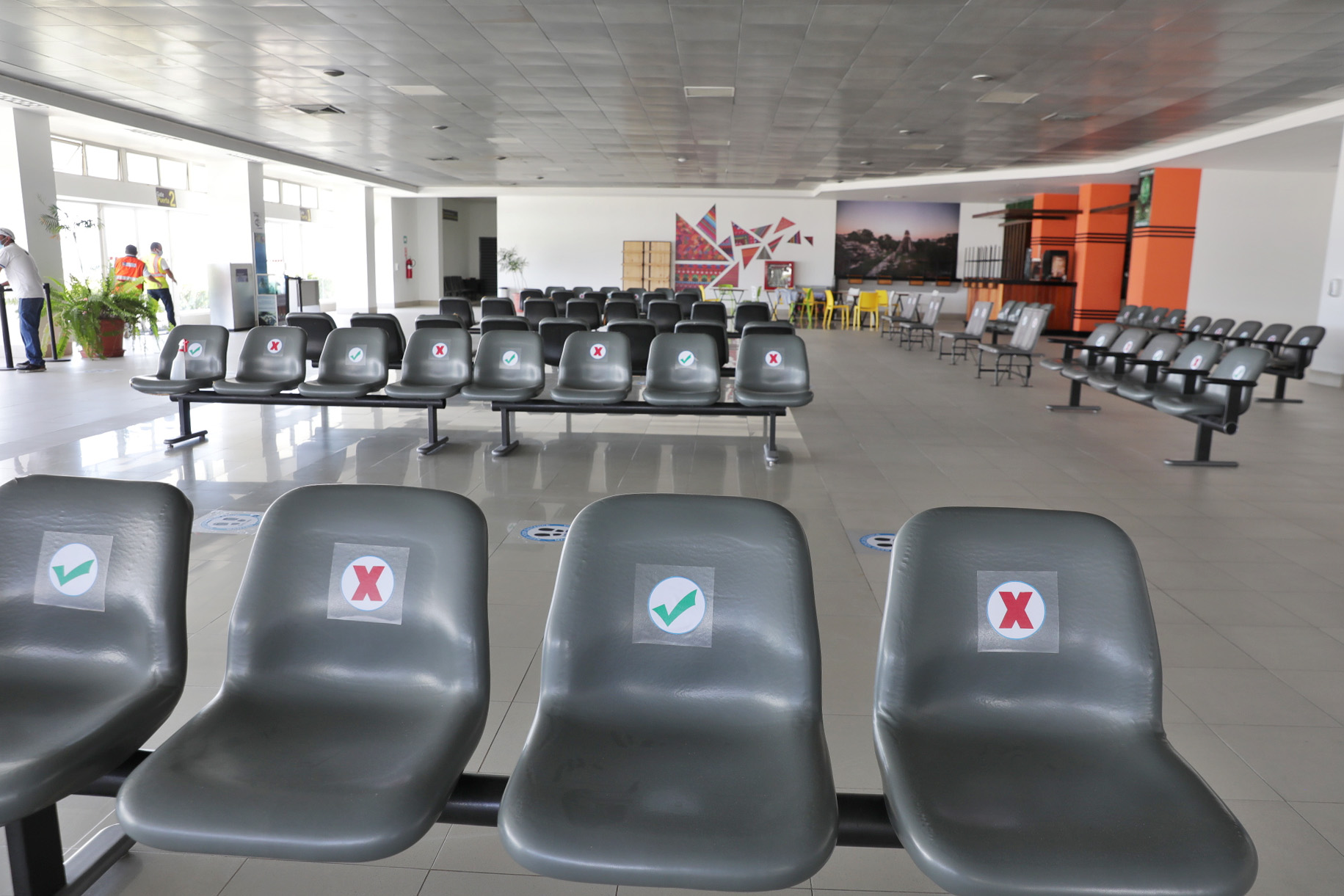
Interior de la sala de espera de las puertas 1 a 4.